# Minerwina (postać)
Minerwina – postać z powieści Teodora Parnickiego Twarz księżyca, prawnuczka Mitroanii.

## Plany matrymonialne
Minerwina przyszła na świat najprawdopodobniej w Damaszku około 283 roku. Jej ojciec Minerwiusz, który poślubił wnuczkę Mitroanii i Anulina, był urzędnikiem skarbowym w Damaszku. Mitroania upatrzyła sobie swą prawnuczkę, Minerwinę, na żonę dla syna Sykoriusza Pompejusza, Probusa. Kiedy jednak Pompejusz ujawnił jej dokumenty Anulina, stwierdzające, że jej syn z pierwszego małżeństwa został podmieniony przy porodzie i gdy ogłosiła, że jej prawdziwym synem pierworodnym z krwi cesarza Klaudiusza, był Konstancjusz, prawa ręka cesarzy Karusa, Karynusa i Dioklecjana, zmieniła zdanie i postanowiła wydać Minerwinę za syna Konstancjusza – Konstantyna. Rodzice Minerwiny protestowali: tytuł prefekta pretorium nie równoważył ich zdaniem faktu pochodzenia Konstantyna z matki, dziewki służebnej w gospodzie w Niszu. Kiedy jednak Anulin starszy został w 287 roku stracony za bunt przeciw Dioklecjanowi, a Minewriusze popadli w długi, w wyniku konfiskaty majątków krewnych buntownika, które Mitroania spłaciła, ustąpili.
W 292 roku na prośbę Sykoriusza Pompejusza, Minewriusz z rodziną został wezwany przez Dioklecjana do stolicy cesarstwa, Nikomedii, dla zaradzenia kłopotom finansowym, w jakich znalazł się sławny architekt. W ślad za prawnuczką przypłynęła do Nikomedii, Mitroania. Pompejuszowi w trudnościach nie pomógł wtedy Minewriusz, lecz jego syn, Sykoriusz Probus, który nakłonił Mitroanię, by wspomogła ojca swoim majątkiem. Odtąd przez lata Mitroania i Probus współpracowali nad wydaniem Minerwiny za Konstantyna. Mitroania przez następne lata wpajała wnuczce poprawioną wersję historii Ragonidów, usposabiając ją do poślubienia Ragonidy z cesarskiej krwi, Konstantyna. Probus, który zdobył wpływ na Konstantyna, zaczął budzić jego żądze cielesne, czytając mu sprośne książki, stwarzając możliwość podglądania kąpiących się kobiet, by go wyleczyć z dziedzicznej choroby – wiary w ludzką wolność w wieku żelaznym. Jakiś czas po ogłoszeniu Konstancjusza cezarem (293), Konstantyna zaręczono z malutką córką Maksymiana augusta, Faustą. Mitroania, która straciła nadzieję na wydanie prawnuczki za Konstantyna, a której obojętne było czy ta zostanie żoną Probusa, jego przyjaciela Walensa, czy może poety Klaudiusza Mamertyna, zaczęła się nosić z zamiarem wyjazdu z Nikomedii do swych dóbr w Afryce.
Rodzice Minerwiny postanowili wówczas wydać córkę za Mamertyna. Uważali, że w chwili przewrotu, do którego dojdzie po zrzeczeniu się władzy przez Dioklecjana, Sykoriusz zginie wraz z najbliższą rodziną. Żywili ponadto do niego urazę o to że jako wywiadowca cesarski ujawnił oszustwa Minerwiusza na szkodę skarbu cesarskiego i kupców nikomedyjskich. Nie pamiętali, że ochronił wówczas sprawcę malwersacji przed gniewem cesarskim i zapewnił mu jeszcze dostojniejsze stanowisko naczelnego nadzorcy rynków w Nikomedii i całej Bitynii. Przeciw planom rodziców wydania jej za Mamertyna zbuntowała się wówczas Minerwina. Nie byli w stanie przeciwstawić się krnąbrności dziewczyny, ani jej wpływowemu przyjacielowi i ustąpili po raz drugi.

## Konkubinat

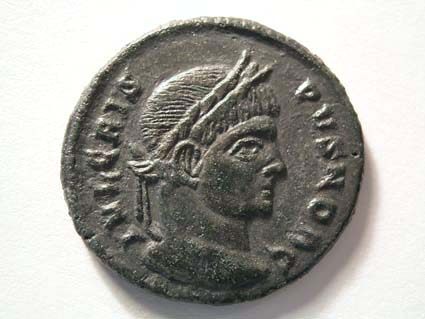
Syn Minerwiny i Konstantyna, Kryspus.

Probus nie poddał się po ogłoszeniu zaręczyn Konstantyna z Faustą. Postanowił doprowadzić do zawarcia legalnego konkubinatu pomiędzy Minerwiną a Konstantynem. Wspólniczką w tej grze uczynił czystą córkę Minerwiusza, prowadząc ją do wspólnej kąpieli z Konstantynem, któremu zakładał opaskę na oczy, mówiąc, że będzie mu wolno jej dotknąć dopiero po ślubie. Młodzieńcowi, który rozpaczał, że jest przecież zaręczony z Faustą, roześmiana Minerwina odpowiadała: Proś więc Faustę, by ci się pozwalała dotykać. Wspólnikami w swoich zabiegach o konkubinat uczynił stronnictwo chrześcijańskie pod przywództwem bankiera cesarskiego Euecjusza Georgiusza. Ostatecznie pokonał przeciwników skupionych wokół cezara Galeriusza i w 302 roku Dioklecjan wyraził zgodę na zawarcie konkubinatu. Akt notarialny w imieniu Konstantyna podpisał poeta Eumeniusz, a w imieniu Minerwiny, Herakliusz, szef policji pałacowej.   
Minerwina naprawdę kochała tylko ojca i byleby jego krzywdy zostały pomszczone, gotowa była być uległym narzędziem w ręku Sykoriusza. Pragnęła zostać nałożnicą swego ojca, ale Sykoriusz sprytnie te jej plany pokrzyżował, nastraszywszy Minewriusza edyktem o okrutnych karach za kazirodztwo. Minerwina uważała, że ojciec przez swe pochodzenie zasługuje, by być cezarem. Brak tego wyniesienia poczytywała za krzywdę ze strony zazdrosnego i wiele mogącego bóstwa. Dzięki opowieściom Mitroanii o jej wnuku kapłanie Dzeusa-Jehowy zidentyfikowała owego krzywdziciela jako Jowisza, nazywanego też Dzeusem, Dioniziosem, Prakoniem Swijaszydów, Brahmą, Jehową, a działającego przez syna Chrystusa zwanego też Herkulesem, Podziemnym Ogniem, Buddą, Słońcem Niezwyciężonym czyli Mitrą. Z chęci zemsty na swych wrogach Minerwina mogła stać się narzędziem w rękach Galeriusza i Maksymina Dai, wstrząsając religijnymi podstawami czwórwładzy cesarzy i chrześcijanami. Aby do tego nie dopuścić Sykoriusz postanowił przyciąć jej pazury, zgadzając się na męczeństwo chrześcijan.
Ostatecznie Konstantyn rozstał się w 307 roku z Minerwiną i poślubił Faustę. Sykoriusz i wcześnie posiwiała Minerwina zeszli się.

## Odniesienia historyczne
Krótko po 293 roku, jak się wydaje, projektowano małżeństwo, Konstantyna, będącego zakładnikiem przy cesarzu Dioklecjanie, z córką augusta Zachodu, Maksymiana, Faustą. Wspomina o tym autor pewnej mowy panegirycznej, który twierdzi, że w cesarskiej sali tronowej w Akwilei, znajduje się malowidło, przedstawiające maleńką Faustę, która podaje chłopcu, Konstantynowi dar zaręczynowy, za ciężki na jej siły: złoty hełm, wysadzany szlachetnymi kamieniami i ozdobiony ptasimi piórami. Projekt ten nie doszedł jednak do skutku. Konstantyn związał się wówczas z dziewczyną imieniem Minerwina. Mogła być w rzeczywistości zarówno jego żoną jak i konkubiną. Około 303 roku urodziła mu ona syna Kryspa.
W 305 roku Konstantyn uciekł z Nikomedii, spod opieki Galeriusza, do ojca, wówczas augusta Zachodu. Po śmierci ojca w 306 roku wojsko obwołało go augustem. Niebawem doszło do zbliżenia pomiędzy Konstantynem a Maksymianem, wymierzonego w Galeriusza. Dla scementowania przymierza Maksymian zaoferował Konstantynowi za żonę córkę Faustę. Ceremonia ślubu oraz obwołania Konstantyna Augustem odbyła się w Trewirze pod koniec 307 roku, prawdopodobnie 25 grudnia, w święto Słońca Niezwyciężonego. Z faktu, że źródła nie wspominają o rozwodzie Konstantyna z Minerwiną, historycy wnioskują, że ta już albo umarła albo nie była legalną małżonką lecz konkubiną. Syn Minerwiny, wychowywany przez ojca na następcę tronu, został w niewyjaśnionych okolicznościach skazany na śmierć i stracony w Poli wiosną 326 roku. Ponieważ w kilka miesięcy później została stracona również Fausta, badacze przypuszczają, że zginął wskutek jej matactw, które potem wyszły na jaw.

## Strategia autora
Parnicki tak konstruuje postać, że ani źródła historyczne, ani fabuła historii naukowej niewiele pomagają w jej rekonstrukcji. Autor wybiera bowiem miejsca puste albo zaciemnione sprzecznymi przekazami. Proponuje przy tym tyle interpretacji motywów działania postaci, że własna interpretacja czytelnika, jest tylko kolejną, najczęściej zresztą ujętą w dyskursie postaci. Precyzja pisarza w zakorzenianiu akcji i postaci w źródłach historycznych wyraża jego przekonanie, że właśnie jakoś inaczej nie tylko mogło być, lecz wręcz musiało być - bo było.